# Кудрявцева, Елизавета Петровна
Елизаве́та Петро́вна Кудря́вцева-Му́рина (7 мая 1914, Санкт-Петербург — 3 октября 2004, Санкт-Петербург) — советский и российский хоровой дирижёр, педагог, общественный деятель. Народная артистка РСФСР (1977). Первая в СССР женщина — хоровой дирижёр.

## Биография
Родилась в 1914 году в семье регента Петра Кирилловича Кудрявцева и Елизаветы Андреевны Паук.
В 1923 году, когда был открыт первый приём девочек в школу-интернат при Певческой капелле, П. К. Кудрявцев определил туда дочь Елизавету. В 1929 году девочка осталась сиротой.
В 1931 году Елизавета окончила хоровой техникум при Ленинградской государственной академической капелле (класс хорового дирижирования М. Г. Климова). Позже поступила на дирижёрско-хоровой факультет Ленинградской государственной консерватории, которую окончила экстерном в 1947 году. В 1950 году окончила аспирантуру (руководитель — профессор, зав. кафедрой хорового дирижирования А. А. Егоров), факультативно оперно-симфонический (класс дирижирования А. В. Гаука) и фортепианный факультеты.
В 1931—1961 дирижёр Ленинградской академической капеллы, одновременно, с 1931 по 1956 — преподаватель хорового дирижирования в Хоровом училище. В 1935—1936 исполняла обязанности главного дирижёра Ленинградской академической капеллы. В 1941 году, после начала Великой Отечественной войны, Ленинградская академическая капелла и Хоровое училище были эвакуированы в Кировскую область. С 1941 по 1944 Е. П. Кудрявцева была главным дирижёром академической капеллы. Под её руководством был подобран репертуар и даны концерты в воинских частях, на фабриках, заводах, в госпиталях (545 выступлений). Осенью 1944 года коллектив вернулся в Ленинград. В 1953—1955 гг. Е. П. Кудрявцева снова была главным дирижёром Капеллы. В 1954 году отмечался 150-летний юбилей со дня рождения М. И. Глинки, имя которого было присвоено Ленинградской академической капелле и Хоровому училищу. Все торжественные мероприятия проходили при непосредственном участии Е. П. Кудрявцевой.
Е. П. Кудрявцева готовила все вокально-хоровые сочинения для совместных концертов Капеллы с Заслуженным коллективом РСФСР Академическим симфоническим оркестром Ленинградской филармонии под управлением Е. А. Мравинского. Среди премьер: «Александр Невский» С. С. Прокофьева (20 декабря 1940), «На поле Куликовом» Ю. А. Шапорина (30 ноября 1939), «Песнь о лесах» Д. Д. Шостаковича (15 ноября 1949).
С 1950 года Е. П. Кудрявцева преподавала хоровое дирижирование в Ленинградской государственной консерватории: с 1952 года — доцент, с 1965 года — профессор.
В 1958 году Елизавета Петровна создала два хора: Академический хор любителей пения Хорового общества Ленинграда и общевузовский хор Ленинградской государственной консерватории. Как художественный руководитель хора любителей пения Е. П. Кудрявцева взяла в репертуаре направление на кантатно-ораториальные сочинения, органно-хоровую музыку и хоры a capella русских и зарубежных композиторов. Вскоре Академическому хору любителей пения Хорового общества Ленинграда было присвоено почетное звание «Народный коллектив». Хор записывался на Всесоюзном и Ленинградском радио, снимался в телефильмах.
Член президиума Всероссийского хорового общества (1959—1972), Правления Всероссийского хорового общества (с 1972), Почётный член Всероссийского хорового общества. Член Высшей аттестационной комиссии (1972—1976), член Художественного совета Министерства культуры СССР.
Елизавета Петровна Кудрявцева скончалась 3 октября 2004 года в Санкт-Петербурге. Похоронена на Новодевичьем кладбище при Воскресенском Новодевичьем монастыре.

## Семья
- Муж — Алексей Григорьевич Мурин (1909—1973), инженер.
  - Сын — Александр Алексеевич Мурин (1936—2020), хоровой дирижёр, петербургский краевед, журналист.
    - Внучка — Мария (р. 18 июня 1985 г.).
- Дочь — Екатерина Алексеевна Мурина (р. 28 ноября 1938 г.), профессор Санкт-Петербургской государственной консерватории имени А. Н. Римского-Корсакова (кафедра специального фортепиано), Народная артистка Российской Федерации, лауреат Всесоюзного и Международных конкурсов. Дети Е. А. Муриной: дочь Елизавета (р. 1965), сын Виктор (р. 5 ноября 1972).

## Награды и звания
- Заслуженный деятель искусств РСФСР (01.03.1954)
- Орден Трудового Красного Знамени (1967).
- Народная артистка РСФСР (25.01.1977).
- Орден Почёта (30.09.2002)[1].

## Ученики

### Симфонические дирижёры
- А. М. Анисимов
- А. А. Аниханов
- К. Аренг
- А. В. Борейко
- А. С. Дмитриев
- В. П. Зива
- Д. Г. Китаенко
- Р. Э. Лютер
- Р. Э. Мартынов
- Т. К. Мынбаев
- В. Э. Петренко
- А. И. Рыбалко
- К. С. Салтыков
- А. М. Степанов
- Д. Д. Хохлов
- А. А. Шевчук

### Хоровые дирижёры
- Б. Г. Абальян
- Ю. А. Брагинский
- А. Верещагин
- Н. Б. Ефимов
- Н. Н. Корнев
- Н. И. Кунаев
- Р. Э. Лютер
- А. А. Петренко
- С. Н. Прокопов
- А. И. Пустовалов
- В. А. Пчёлкин
- В. О. Семенюк
- О. Н. Спицына
- А. И. Степанов
- Л. М. Тепляков
- М. Г. Травкин
- В. В. Успенский
- А. Федосцев

### Эстрадные исполнители
- А. А. Броневицкий
- Г. Д. Клеймиц
- Т. Р. Мегвинетухуцеси

### Композиторы
- А. А. Королёв
- В. В. Плешак
- С. В. Плешак

## Сочинения
- Михаил Георгиевич Климов // Деятели хорового искусства С.-Петербургской консерватории / С.-Петербургская государственная консерватория им. Н.А. Римского-Корсакова. Кафедра хорового дирижирования.— СПб., 1993.— С. 15-32. (Статья на kapellanin.ru)
- Воспоминания и размышления // Г.А. Дмитревский: дирижёр, учёный, педагог в воспоминаниях и документах / Ред.-сост. А.Б. Павлов-Арбенин.— СПб.: НИИ Химии СПбГУ, 2000.— С. 18-30.
- Мой музыкальный век // Е. П. Кудрявцева — СПб., «Береста» 2011. (посмертное издание).